# Chalán (Sucre)
Chalán es un municipio colombiano del departamento de Sucre, ubicado en la subregión de Montes de María, al norte del país. Se sitúa a 54 km de Sincelejo, la capital departamental. Anteriormente, hizo parte del Municipio de Colosó, bajo el nombre de Ricaurte.

## Vías de comunicación
La principal vía de comunicación es el llamado Corredor Vial Punta e'Plancha que lo comunica sentido norte con el Municipio de El Carmen de Bolívar y que a la vez pasa por el centro poblado La Ceiba y los vecinos centros poblados de Buenos Aires, Don Gabriel, Salitral, El Hobo (Bolívar) hasta la Transversal Montes de María. 
Mientras, hacia el sentido sur se comunica con el Municipio de Colosó, hasta terminar en la vía Toluviejo-Sincelejo.

## División territorial
La Cabecera municipal se encuentra dividido en los barrios: Arriba, 7 de Agosto, 11 de Noviembre, Calle Real, Alfonso López, Los Almendros, Barrio Nuevo, 11 de Abril, Abajo y Las Flores.

### Centros poblados
Chalán tiene bajo su jurisdicción los centros poblados:
- Desbarrancado
- La Ceiba
- Montebello
- Nuevo Manzanares

#### Veredas
El municipio tiene constituido las siguientes veredas:
Alba, Alemania, El Cielo, El Joney, Garrapata, La Estrella, Mancamo, Paraíso, Sillete en Medio, Suelo de Barro, Venadillo y Tonaya.

## Geografía

### Límite municipal
|               | Norte: El Carmen de Bolívar |              |
| Oeste: Colosó |                             | Este: Ovejas |
|               |                             |              |

## Historia

### Municipio de Ricaurte
Con el hoy vecino municipio de Colosó, Chalán hizo parte del municipio de Ricaurte. La cabecera municipal no era estable, ya que se disputaba entre ambas localidades la administración de la municipalidad, turnándose así entre las dos poblaciones, situación que duró hasta la creación del Departamento de Sucre.

## Estructura organizacional municipal
| Chalán       | Chalán      | Chalán                     |
| Departamento | Código DANE | Categoría municipal (2024) |
| ------------ | ----------- | -------------------------- |
| Sucre        | 70230       | Sexta                      |

- Personería: Es un centro del Ministerio Público de Colombia que ejerce, vigila y hace control sobre la gestión de las alcaldías y entes descentralizados; velan por la promoción y protección de los derechos humanos; vigilan el debido proceso, la conservación del medio ambiente, el patrimonio público y la prestación eficiente de los servicios públicos, garantizando a la ciudadanía la defensa de sus derechos e intereses.

El actual Personero municipal es x (2024-2027).
- Concejo Municipal: Es la suprema autoridad política del municipio. En materia administrativa sus atribuciones son de carácter normativo. También le corresponde vigilar y hacer control político a la administración municipal. Se regulan por los reglamentos internos de la corporación en el marco de la Constitución Política Colombiana (artículo 313) y las leyes, en especial la Ley 136 de 1994 y la Ley 1551 de 2012.

Constituido por 7 concejales por un periodo de 4 años. 
- Alcaldía Municipal: En esta se encuentra la administración municipal y las entidades descentralizadas del municipio.

El Alcalde se pronuncia mediante decretos y se desempeña como representante legal, judicial y extrajudicial del municipio. El actual Alcalde municipal es Jorge Méndez Vanegas (2024-2027), elegido por voto popular.

## Servicios públicos
- Energía Eléctrica: Afinia, del grupo EPM, es la empresa prestadora del servicio de energía eléctrica.
- Gas Natural: Surtigas es la empresa distribuidora y comercializadora de gas natural en el municipio.